# 동물 인지
동물 인지(動物認知, 영어: Animal Cognition)는 사람이 아닌 동물의 정신능력 연구이다. 이는 동물조건학습의 연구를 포함한 비교심리학에서 발전되었지만, 동물행동학, 행동생태학, 그리고 발달심리학의 학술적 연구에서도 강한 영향을 받았다. 그래서 또다른 이름으로 동물의 지적능력을 다룰 때 주로 고려되었으나 지금은 그 제목처럼 생각되는 인지행동학이 가끔 쓰인다.
동물인지력의 학술적연구는 주로 포유류에 관계되는데 특히 영장류, 고래류, 코끼리류 및 개, 고양이, 너구리, 설치류 등이다. 하지만, 연구는 예를 들면 앵무새, 까마귀 혹은 비둘기 같은 조류나 도마뱀, 뱀 같은 파충류, 어류같은 비포유 척추동물과 두족류, 거미, 곤충 같은 무척추동물에까지 이른다.

## 같이 보기
- 의인관
- 생물기호학
- 인지심리학
- 체화된 인지

## 참고 문헌
- 김동훈, 동물법 이야기, 펫러브, 2013. ISBN 9788996527121